# Kwakoegron
Kwakoegron (littéralement en français : pays de Kwakoe) est une ville et un ressort au Suriname.
Il est situé à l'intérieur des terres, au sud de Paramaribo. Selon le recensement de 2012, il a une population de 263 habitants.

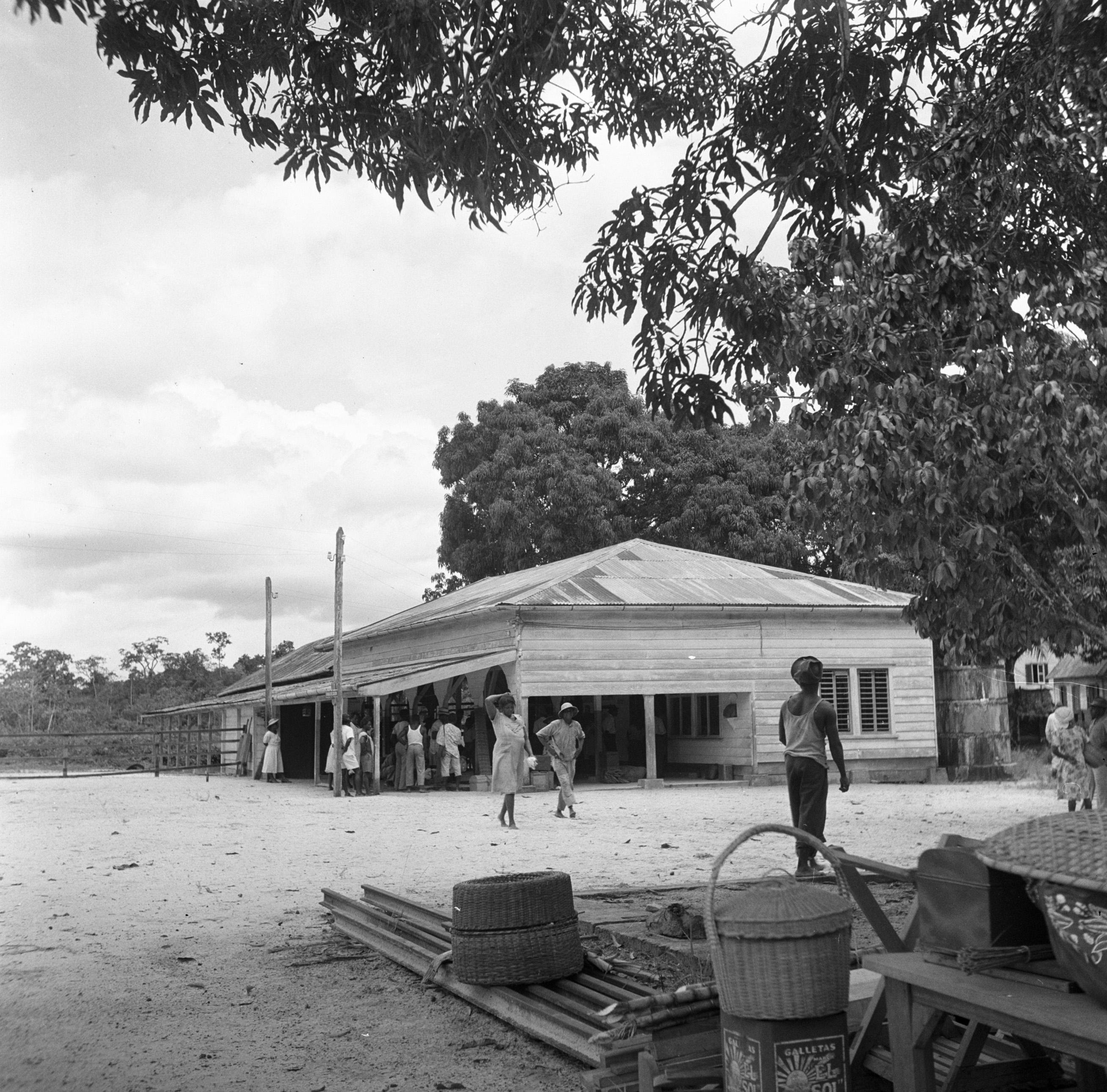
Ancienne gare de Kwakoegron (1947)